# Moody, Alabama
Moody là một thành phố thuộc quận St. Clair, tiểu bang Alabama, Hoa Kỳ. Dân số năm 2009 là 13845 người, mật độ đạt 219 người/km².